# Fehéroroszország himnusza

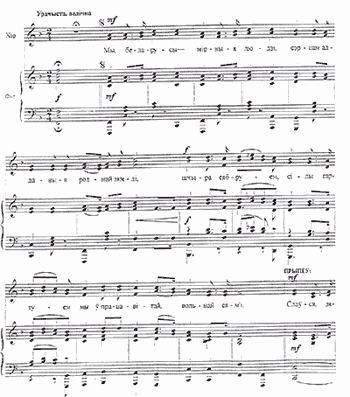
A himnusz kottája

A Мы, беларусы (Mi, belaruszok) Fehéroroszország nemzeti himnusza.
A himnuszt az 1950-es években komponálta Nyeszter Szakalouszki és Mihasz Klimovics szövegével 1955-től a Belorusz SZSZK himnusza lett. Belorusszia a szovjet tagköztársaságok közül utolsóként választott himnuszt. A Szovjetunió szétesése után, 1991–2002 között szöveg nélkül, de az ország hivatalos himnusza maradt, majd Lukasenko elnök kérésére Makszim Klimkovics és Vladzimir Karyzny, az ország egyik legnagyobb zeneszerzője írt új szöveget, amelyet 2002. július 2-án fogadtak el.

## Fehérorosz nyelven

### Az eredeti szöveg
1.
Мы беларусы, з братняю Руссю

Разам шукалі к шчасцю дарог.

Ў бітвах за волю, ў бітвах за долю

З ёй здабылі мы сцяг перамог!
Нас аб’яднала Леніна імя,

Партыя к шчасцю вядзе нас ў паход.

Партыі слава! Слава Радзіме!

Слава табе, беларускі народ!
2.
Сілы гартуe, люд Бeларусі

Ў братнім саюзe, ў мужнай сям’і

Вeчна мы будзeм, вoльныя людзі,

Жыць на шчаслівай, вoльнай зямлі!
Нас аб’яднала Леніна імя,

Партыя к шчасцю вядзе нас ў паход.

Партыі слава! Слава Радзіме!

Слава табе, наш свабoдны народ!
3.
Дружба нарoдаў – сіла нарoдаў,

К шчасцю працoўных сoнeчны шлях

Гoрда ж узвіся ў свeтлыа высі,

Сцяг камунізмы – радасці сцяг!
Нас аб’яднала Леніна імя,

Партыя к шчасцю вядзе нас ў паход.

Партыі слава! Слава Радзіме!

Слава табе, наш савeцкi народ!

### 2002. július 2. óta érvényben lévő új szöveg
Мы, беларусы – мірныя людзі,
Сэрцам адданыя роднай зямлі,
Шчыра сябруем, сілы гартуем
Мы ў працавітай, вольнай сям'і.
REFRÉN: Слаўся, зямлі нашай светлае імя,
Слаўся, народаў братэрскі саюз!
|: Наша любімая маці-Радзіма,
Вечна жыві і квітней, Беларусь! :|
Разам з братамі мужна вякамі
Мы баранілі родны парог,
У бітвах за волю, бітвах за долю
Свой здабывалі сцяг перамог!
REFRÉN
Дружба народаў – сіла народаў -
Наш запаветны, сонечны шлях.
Горда ж узвіся ў ясныя высі,
Сцяг пераможны – радасці сцяг!
REFRÉN

## Magyarul
Beloruszok vagyunk, békés nép,
Szívünk hazánkért dobog,
Bőkezű barátok vagyunk és erőnket
A szorgalmas, szabad családból merítjük.
Refrén:
Dicsőség hazánk fényes nevének,
Dicsőség népünk testvéri egységének!
Szeretett anyaföldünk,
Élj soká és gyarapodj, Belarusz!
Testvéreinkkel, bátorsággal a századokon át
Őriztük hazánk határait.
Küzdve szabadságért, küzdve a végzetünkért
Megszereztük a győzelmi lobogókat.
Refrén
A népek barátsága a népek ereje
Dicső, napfényes utunkon
Büszkén lobog fenn a magasban
A győzelmi zászló, az öröm lobogója!
Refrén

## Letöltés
- 2002-es felvétel (ogg)